# Andoni Goikoetxea Olaskoaga
Andoni Goikoetxea Olaskoaga (* 23. Mai 1956 in Alonsotegi, Provinz Biskaya) ist ein ehemaliger spanischer Fußballspieler und heutiger -trainer. Als ein für seine harte, kompromisslose Spielweise bekannter Verteidiger wurde er mit Athletic Bilbao 1983 und 1984 Meister von Spanien sowie 1984 zusätzlich Pokalsieger. Der „Schlächter von Bilbao“, wie er allgemein genannt wird, „grätschte sich brutaler als jeder andere seiner Zunft durch die Stadien dieser Welt“ und fügte dabei unter anderem Spielern wie Diego Maradona und Bernd Schuster langwierige Verletzungen zu. Er spielte später auch für Atlético Madrid sowie zwischen 1983 und 1988 auch 39 Mal für die Nationalmannschaft, mit der er an der Europameisterschaft 1984 und der Weltmeisterschaft 1986 teilnahm. Er sollte nicht mit Jon Andoni Goikoetxea verwechselt werden, der ab 1990 und damit nur wenige Jahre später selbst auch spanischer Nationalspieler war.
Nach einigen Stationen als Verbandstrainer bei der RFEF, die die er 1994 den dritten Platz und 1996 das Finale der U-21-Europameisterschaft erreicht hatte, trainierte er in elf Jahren einige spanische Vereine, wobei er mit diesen, abgesehen vom Aufstieg mit UD Salamanca in die erste Liga 1997, kaum Erfolge verbuchen konnte.

## Spielerkarriere

### Verein
Goikoetxea begann seine Spielerlaufbahn in der zweiten Mannschaft von Athletic Bilbao. Von dort schaffte er den Sprung in das legendäre Team der Basken der 1980er Jahre. Mit Javier Clemente als Trainer und Mitspielern wie Andoni Zubizarreta gewann er in seiner Zeit bei Athletic (1975–1987) vier nationale Titel, darunter zwei Meisterschaften 1982/83 und 1983/84. In der Saison 1983/84 gewann das „Dream Team“ außerdem den Pokal, ein Jahr später folgte der Spanische Supercup.
Zum Abschluss seiner Karriere als Spieler ging Goikoetxea für drei Jahre zu Atlético Madrid, ehe er 1990 seine Karriere beendete.
Goikoetxea war für seine äußerst brutale Spielweise bekannt. Presse und Fans gaben ihm den Spitznamen „Der Schlächter von Bilbao“. Die britische Zeitung Times setzte ihn 2007 in einer Liste der 50 härtesten Spieler der Fußballgeschichte auf den ersten Platz, wie auch 2013 das deutsche Fußballmagazin 11 Freunde. Der Verteidiger verletzte Diego Maradona in dessen Zeit beim FC Barcelona mit einem Foulspiel von hinten so schwer, dass dies zu einem jahrelangen Streit zwischen Athletic und dem FC Barcelona führte. Auch Bernd Schuster bekam in seiner Zeit beim FC Barcelona die Härte des Basken zu spüren. Im Alter von 21 wurde er schwer am Knie verletzt.

### Nationalelf
Andoni Goikoetxea Olaskoaga spielte auch in der Nationalmannschaft eine wichtige Rolle. Für das spanische Nationalteam lief er in 39 Spielen auf und erzielte vier Tore. Sein erstes Spiel für die Selección bestritt der Baske am 16. Februar 1983 gegen die Niederländische Fußballnationalmannschaft. An der Fußball-Europameisterschaft 1984 in Frankreich und der Fußball-Weltmeisterschaft 1986 in Mexiko nahm er für Spanien teil.

## Trainerkarriere

### Die Anfänge
Gleich in seiner ersten Trainerstation hatte Goikoetxea Erfolg. Mit UD Salamanca stieg er 1996/1997 in die erste Liga auf. In der Folgesaison konnte man als 14. sicher die Klasse halten. Dennoch verließ er den Club nach nur zwei Jahren, um beim Zweitligisten SD Compostela anzuheuern. Mit den Galiciern verpasste er deutlich den Aufstieg, bekam nach einem Jahr (1999–2000) aber die Chance CD Numancia in der Primera División zum Klassenerhalt zu führen.

### Misserfolg und Pause
Für die Saison 2000/2001 heuerte Goikoetxea bei Racing Santander an, konnte den Abstieg in die Segunda División aber nicht vermeiden. Erneut blieb er in der ersten Liga, wo er den Madrider Vorstadtclub Rayo Vallecano zum souveränen Klassenerhalt führen konnte.
Völlig überraschend zog sich Goikoetxea bis zur Saison 2004/2005 aus dem Fußballgeschäft zurück. Dann übernahm er ein zweites Mal UD Salamanca, wo er seine Trainerkarriere begonnen hatte. Mit dem inzwischen in der zweiten Liga spielenden Verein wurde er in jener Saison in die drittklassige Segunda División B durchgereicht. Trotz allem durfte er Erstliga-Absteiger CD Numancia, den er ebenfalls zuvor schon trainiert hatte, übernehmen. Nach zwei missglückten Anläufen in Richtung Wiederaufstieg musste er den Verein 2007 aber wieder verlassen.

### Neue Ziele
Im Sommer 2007 kam Andoni Goikoetxea Olaskoaga zu Hércules Alicante mit dem Ziel, langfristig etwas aufzubauen und mit den Alicantinern den Sprung in die erste Liga zu schaffen. Jedoch wurde er nach einem Jahr entlassen, da der Aufstieg deutlich verfehlt wurde. Zuvor hatte der Verein wegen kritischer Äußerungen bereits ein Disziplinarverfahren gegen den Trainer eingeleitet, welches später wieder fallengelassen wurde. Von Februar 2013 bis Dezember 2014 war er Nationaltrainer von Äquatorialguinea.

## Erfolge

### Als Spieler
- Spanischer Meister: 1982/83, 1983/84
- Spanischer Pokalsieger: 1983/84
- Spanischer Supercupsieger: 1984

### Als Trainer
- Aufstieg in die Primera División mit UD Salamanca: 1996/97